# Open Rouen Métropole 2022
L'Open Rouen Métropole 2022 è stato un torneo di tennis femminile giocato sui campi in cemento al coperto. È stata la 1ª edizione del torneo, facente parte del WTA Challenger Tour 2022. Il torneo si è giocato al Kindarena Sports Complex di Rouen in Francia dal 17 al 23 ottobre 2022.

## Partecipanti al singolare

### Teste di serie
| Nazionalità | Giocatrice         | Ranking* | Testa di serie |
| ----------- | ------------------ | -------- | -------------- |
| Cina        | Wang Xiyu          | 59       | 1              |
| Francia     | Diane Parry        | 61       | 2              |
| Italia      | Lucia Bronzetti    | 63       | 3              |
| Italia      | Jasmine Paolini    | 78       | 4              |
| Svizzera    | Viktorija Golubic  | 81       | 5              |
| Romania     | Jaqueline Cristian | 83       | 6              |
| Belgio      | Maryna Zanevs'ka   | 84       | 7              |
| Ungheria    | Dalma Gálfi        | 89       | 8              |
| Regno Unito | Harriet Dart       | 90       | 9              |
| Bulgaria    | Viktorija Tomova   | 93       | 10             |

* Ranking al 10 ottobre 2022.

### Altre partecipanti
Le seguenti giocatrici hanno ricevuto una wild card per il tabellone principale:
- Elsa Jacquemot
- Léolia Jeanjean
- Kristina Mladenovic
- Alice Robbe

Le seguenti giocatrici sono entrate in tabellone come alternate:
- Kamilla Rachimova
- Anna Karolína Schmiedlová

La seguente giocatrice è entrata in tabellone con lo special exempt:
- Anna Blinkova

Le seguenti giocatrici sono passate dalle qualificazioni:
- Olga Danilović
- Anastasija Gasanova
- Caty McNally
- Jessika Ponchet

Le seguenti giocatrici sono entrate in tabellone come lucky loser:
- Ėrika Andreeva
- Ana Konjuh

### Ritiri
Prima del torneo
- Anastasija Gasanova → sostituita da  Ėrika Andreeva
- Kaja Juvan → sostituita da  Darija Snihur
- Jule Niemeier → sostituita da  Tamara Korpatsch
- Jasmine Paolini → sostituita da  Kamilla Rachimova
- Nuria Párrizas Díaz → sostituita da  Harmony Tan
- Sara Sorribes Tormo → sostituita da  Sara Errani
- Clara Tauson → sostituita da  Vitalija D'jačenko
- Wang Xinyu → sostituita da  Simona Waltert
- Wang Xiyu → sostituita da  Ana Konjuh

## Partecipanti al doppio

### Teste di serie
| Nazione     | Giocatrice        | Nazione  | Giocatrice         | Rank1 | Seed |
| ----------- | ----------------- | -------- | ------------------ | ----- | ---- |
| Georgia     | Natela Dzalamidze |          | Kamilla Rachimova  | 132   | 1    |
| Giappone    | Misaki Doi        | Georgia  | Oksana Kalašnikova | 190   | 2    |
| Svizzera    | Viktorija Golubic | Cina     | Han Xinyun         | 194   | 3    |
| Regno Unito | Harriet Dart      | Ungheria | Dalma Gálfi        | 232   | 4    |

* Ranking al 10 ottobre 2022.

### Altre partecipanti
La seguente coppia di giocatrici ha ricevuto una wild card per il tabellone principale:
- Audrey Albié /  Alice Robbe

## Campionesse

### Singolare
Maryna Zanevs'ka ha sconfitto in finale  Viktorija Golubic con il punteggio di 7–6(6), 6–1.

### Doppio
Natela Dzalamidze /  Kamilla Rachimova hanno sconfitto in finale  Misaki Doi /  Oksana Kalašnikova con il punteggio di 6–2, 7–5.